# Лютрова, Юлия Евгеньевна
Юлия Евгеньевна Лютрова (9 января 1975) — советская российская теннисистка. Мастер спорта России (1992).

## Биография
В теннис начала играть в шесть лет, первые тренеры — А. Ерохин, Н. Рогова. Выступала за ВДФСО профсоюзов (1986—1992). Победитель «International Junior Philips» (Канада; 1991), финалист «Coca-Cola Super Juniors» (Япония; 1991) в паре. Победительница первенства России среди девушек в одиночном разряде (1992). Финалист кубка Orange Bowl в паре (1991). четырёхкратный чемпион России в одиночном (1990, лето)[прояснить], парном (1993, лето; 1994, зима) и смешанном (1990, лето)[прояснить] разрядах; финалист в миксте (1993, лето). Входила в десятку сильнейших теннисисток России (1992—1996), лучшее место — 4-е (1996). В составе сборной России в 1994 году провела два матча Кубка Федерации в зоне «Европа/Африка»: в паре с Татьяной Пановой в матче со сборной Люксембурга (3:0) обыграла Анну Кремер/Розабель Мойен 7:5, 6:3; в матче со сборной Великобритании (1:2) обыграла Карен Кросс/Джули Паллин 7:5, 7:5.
Выступала за клуб «Globe» Лондоне (1996—1997). С 1998 выступала за клуб «Holcolm Brook» близ Манчестера. Участвовала в турнирах «Reebok Tour» (1995—1997). С 1998 участвовала в турнирах «Girobank Tour», выиграла 7 из них.